# Turchese (colore)
Turchese  è una gradazione di ciano leggermente tendente al verde. Il nome deriva dal colore dell'omonima gemma, detta in francese turquoise, termine che a sua volta deriva dalla parola francese per indicare la Turchia.
Il primo uso della parola "turchese" per indicare quel particolare colore è stato nel 1573.

## Variazioni del turchese

### Turchese chiaro
A destra è mostrato il colore turchese chiaro (paleturquois).

### Turchese medio
A destra è mostrato il colore turchese medio (mediumturquoise).

### Turchese scuro
A destra è mostrato il colore turchese scuro (darkturqoise).

### Turchese pallido
A destra è mostrato il colore turchese pallido.